# Ян Сінмі
Ян Сінмі (кит.: 楊行密; піньїнь: Yang Xingmi), храмове ім'я Тайцзу (кит.: 太祖; піньїнь: Taizu; 852 — 24 грудня 905) — засновник і перший правитель держави У періоду п'яти династій і десяти держав.
Первинно був цзєдуши округу Хуайнань (сучасний Янчжоу, Цзянсу) за правління династії Тан. Пізніше Ян Сінмі відокремився від Тан і проголосив себе одноосібним володарем на територіях, що пізніше (формально за правління його сина та спадкоємця Ян Во) отримали назву держави У.